# Ermida do Espírito Santo (Biscoitos)

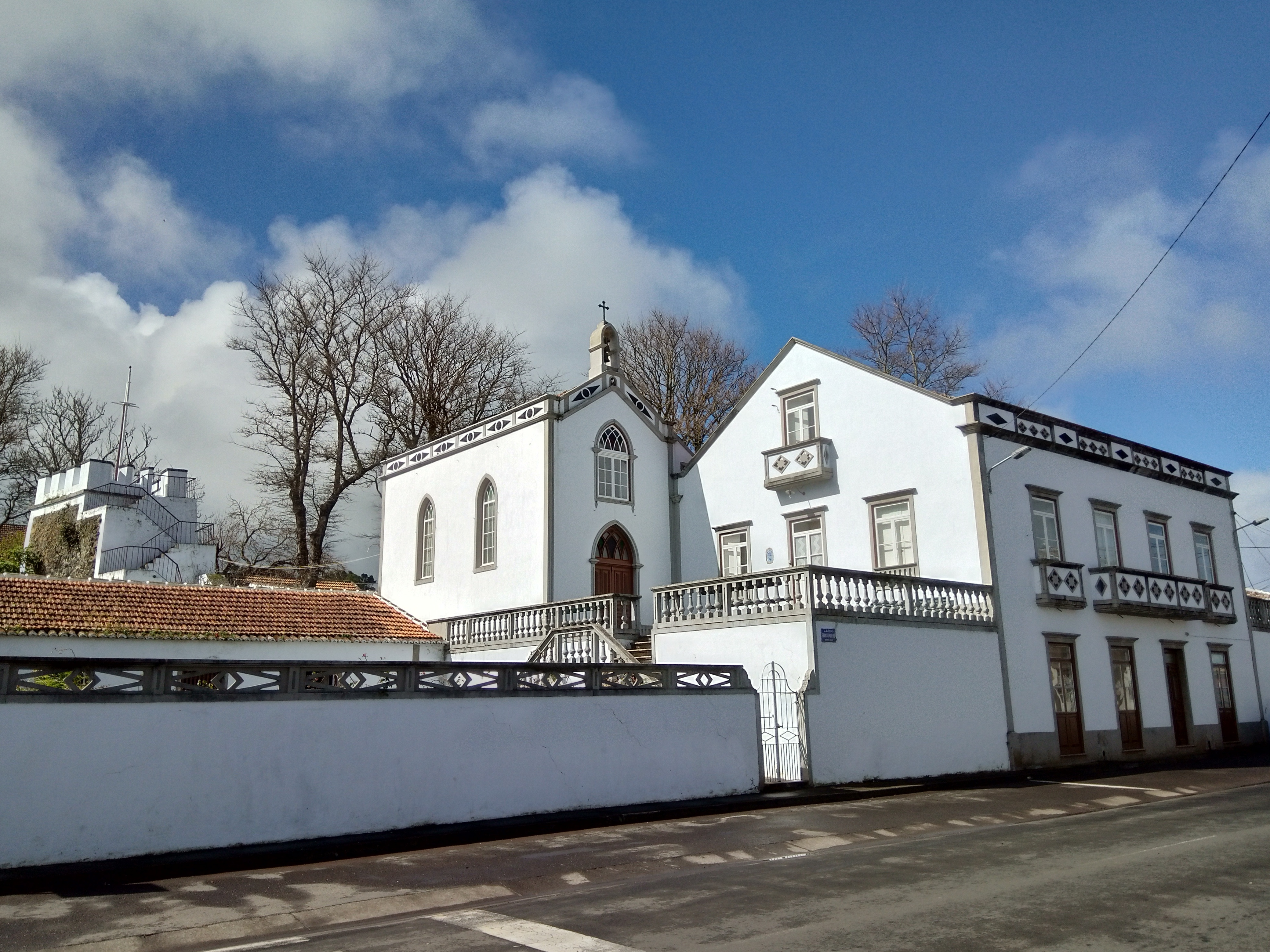
Ermida do Espírito Santo, Biscoitos.

A Ermida do Espírito Santo localiza-se na freguesia dos Biscoitos, concelho da Praia da Vitória, na ilha Terceira, Região Autónoma dos Açores, em Portugal.

## História
A primitiva ermida deve-se à iniciativa de Matias da Silveira, um rico proprietário local, em cumprimento de um voto feito ao Divino Espírito Santo quando da crise sísmica e erupção vulcânica de 1761. Tendo a corrente de lava se detido próximo às suas terras, na freguesia dos Biscoitos (LUCAS, 2004:289), em 1762 ergueu-se o templo, nele vindo, posteriormente, por disposição testamentária, a ser sepultado o benemérito.
Em nossos dias é privativa da Casa Brum.